# Mosul (distrikt)
Mosul är ett distrikt i Irak.   Det ligger i provinsen Ninawa, i den norra delen av landet, 400 km norr om huvudstaden Bagdad. Arean är 4,5 kvadratkilometer.
Terrängen i Mosul är platt.
Följande samhällen finns i Mosul:
- Al Mawşil al Jadīdah
- Mosul